# The Sisters of Mercy
The Sisters of Mercy es una banda británica oriunda de Leeds, considerada una de las bandas más importantes y quizás la que más destaca de la segunda oleada de rock gótico, nacida en la época del post-punk inglés. 
La banda ha grabado tres álbumes de estudio, First and Last and Always (1985), Floodland (1987) y Vision Thing (1990), el recopilatorio Some Girls Wander by Mistake (1992) y un grandes éxitos, A Slight Case of Overbombing (1993).

## Influencias
La banda ha citado como influencias a Leonard Cohen, Motörhead, The Stooges, The Velvet Underground y Suicide, entre otras; el propio Cohen escribió e interpretó una canción titulada "Sisters of Mercy" en su álbum de debut, Songs of Leonard Cohen, de la cual la banda adoptó su nombre. Sus influencias abarcan además numerosos grupos de protopunk y punk. Sisters of Mercy comparten estas influencias con otros grupos de la que fue denominada primera ola de la música gótica.
A pesar de que la banda posee una considerable base de seguidores relacionados con la llamada subcultura gótica, The Sisters of Mercy se consideran a sí mismos ante todo y principalmente como una banda de rock. Aun así, no ha impedido que actúen con asiduidad en festivales centrados en este estilo. Además, The Sisters of Mercy fueron una importante influencia para los grupos pertenecientes a la segunda ola del rock gótico ya que fue la que más repercusión tuvo en esta generación. En un primer momento, al igual que los pioneros, rechazaban la etiqueta o estilo que les definían pero al poco fue aceptado comúnmente en la época tanto por ellos como por las demás formaciones.

## Historia

### Fundación (1980)
La banda fue formada por Gary Marx y Andrew Eldritch, ambos asiduos del F-club de Leeds, Inglaterra. El motivo era el deseo de ambos de escucharse a sí mismos en la radio. Durante esa época se estamparon camisetas de la banda, se formó el sello Merciful Release, se grabó y publicó un sencillo, "The Damage Done", con Gary Marx a la guitarra y Eldritch como batería. 
El nombre de la banda fue inspirado por la película de Robert Altman "McCabe & Mrs. Miller" (1971), que incluía la canción de Leonard Cohen del mismo nombre, y su logotipo está inspirado en un libro clásico de anatomía, Anatomía de Gray.

### Historia (1981-2008)
La banda se reorganizó, incluyendo a Craig Adams al bajo, mientras que Eldritch fue sustituido en la batería por una caja de ritmos, permitiéndole centrarse en las tareas vocales. Esta caja de ritmos fue bautizada como Doktor Avalanche, pero su nombre completo era en realidad Doktor Avalanche y el Coro de la Venganza. Todos sus numerosos sucesores mantuvieron este mismo nombre. Eldritch se encargaba de escribir las letras, programar la caja de ritmos y de las labores de producción, mientras que compartía con Marx, y ocasionalmente con Adams, la composición de la música.
Esta formación es generalmente reconocida como la primera encarnación de The Sisters of Mercy. Sus inicios están teñidos de oscura mitología: según la leyenda, la alineación Doktor/Eldritch/Marx/Adams actuaron en Leeds, Inglaterra, a comienzos de 1981.[cita requerida] A pesar de esto, no puede asegurarse que esto realmente ocurriese ya que en notas de la revista Melody Maker, citan a un tal Jon Langford como bajista del grupo. Con motivos históricos, sus seguidores han celebrado tradicionalmente el aniversario del concierto del 16 de febrero de 1981 en el Vanbrugh College, York, Inglaterra, la cual fue la segunda actuación de la banda con esta alineación. 
Más tarde en 1981, Ben Gunn pasó a ser el segundo guitarrista después de que varios otros ocuparan este puesto. El tono de barítono de Eldritch, el bajo vibrante de Adam, el ritmo de Doktor Avalanche y la fluida guitarra de Gary Marx condujeron a la banda al éxito en los círculos "underground".
Los sencillos de la banda aparecían de forma regular en las listas independientes del Reino Unido, algunos llegaron a ser sencillo de la semana en varias revistas independientes del Reino Unido. John Ashton, de The Psychedelic Furs, produjo el temprano clásico "Alice". The Reptile House EP es otro ejemplo de los primeros trabajos de The Sisters of Mercy, mostrando a Eldritch como un letrista maduro, quien escribió, produjo y, supuestamente, tocó todos los instrumentos en esta grabación. Se rumorea que Richard Butler de The Psychedelic Furs, un amigo de Eldritch, animó a este a publicar el primero de los sencillos de los Sisters, "The Damage One".[cita requerida]
Sus actuaciones en directo incluían muchas versiones, entre otras, una mezcla consistente en el "Sister Ray" de The Velvet Underground, "Ghostrider" de Suicide y "Louie Louie" de Richard Berry que se convirtió en un obligado en sus actuaciones en directo. Tan solo tres de estas versiones, "1969" de The Stooges, "Gimme Shelter" de The Rolling Stones y "Emma" de Hot Chocolate fueron lanzados en las grabaciones de los Sisters, todos incluidos en caras B.
Después de varios sencillos, los Sisters of Mercy firmaron un contrato con la discográfica Warner Music Group, conocida como WEA (solo para la distribución) y que ha producido a grupos como AC/DC, 10,000 Maniacs, The B-52's, The Cure, Ramones y The Smiths, entre otros. De ahí en adelante los discos llevarían el número de la Merciful Release y el de WEA.
En esta misma época, Ben Gunn deja la banda en medio de una atmósfera de unánime descontento. Gunn afirmaba que no estaba de acuerdo con la dirección por la que Eldritch conducía a la banda, la cual, según Gunn, empezó como una broma disfrazada de rock'n'roll serio, pero que, eventualmente llegó a convertirse en tal. Gunn también mencionó conflictos personales con Andrew Eldritch como uno de los motivos para su partida de la banda.
A comienzos de 1984 se une a la banda el ex Dead Or Alive, Wayne Hussey y graban el EP "Body and soul", regrabando para este el tema "Body electric". Aparecen los sencillos "Walk away" y "No time to cry", adelantos de su primer LP pronto a salir en 1985. Por estos momentos el clima de la banda era insostenible ya que el álbum se grabó casi sin dirigirse la palabra entre los integrantes.
En febrero se edita su primer LP llamado "First and last and always", que lleva la marca registrada del sonido de los Sisters. En marzo deja la banda Gary Marx (quién luego formaría Ghost Dance), según él porque con Eldritch ya no miraban para el mismo lado. El 18 de junio filman el recital en el Royal Albert Hall, que luego sería editado en video como "Wake (choruses from under the rock)" que también será el último recital con esta formación de la banda. Cabe destacar que al final de este show, Eldritch en vez de despedirse con su usual "buenas noches", lo hace con un "adiós".
Durante las sesiones de grabación de lo que sería el segundo LP, Hussey y Adams dejan el grupo.
Más tarde Hussey y Adams forman un grupo y le ponen como nombre The Sisterhood, haciendo una gira con The Cult. Eldritch al enterarse de esto (y del posible uso del nombre para asemejarse a los Sisters) registra el nombre y con ayuda de amigos como Alan Vega de Suicide y Patricia Morrison, graban en un tiempo increíble el ep "Gift" (regalo, pero que también en alemán significa veneno). Al registrar el nombre, Hussey y cia. debieron pagarle a Eldritch la suma de 25000 libras esterlinas y cambiarle el nombre a su grupo por el de The Mission, aunque en Estados Unidos deben llamarse The Mission UK, porque allí ya existe una banda con ese nombre. El álbum "Gift" empieza con la voz de Morrison diciendo: "two, five, zero, zero, zero" (dos, cinco, cero, cero, cero) en alusión al monto pagado por Hussey. En el run-out groove inscription del vinilo, del lado A, dice: "un regalo del rico frambuesita" y del lado B: "ahora quizás podremos dormir, no?". Todo esto en burla hacia Hussey y cia. 
En 1986, para la époce de "Gift", Eldritch llama por teléfono a Patricia Morrison diciéndole: "- se me fue la banda...-". Morrison se une a Eldritch y así empieza la segunda edad de Sisters Of Mercy. En 1987 sale el primer sencillo "This corrosion". Más tarde sale el álbum llamado Floodland con un sonido más oscuro y muchas máquinas en el medio. Eldritch y Morrison participan de muchos programas de televisión, pero en esa época Sisters no tocaría en vivo. A "Floodland" le siguen dos sencillos más: "Dominion" (filmado en Jordania en el templo donde se filmó también "Indiana Jones y la última cruzada") y "Lucretia my reflection" (filmado en la India).
Los problemas empiezan de nuevo cuando en 1989 Morrison deja a Eldritch e inicia acciones legales reclamando a Eldritch dinero por haber grabado "Floodland", porque no figura en los créditos y otros pagos por apariciones en TV. Eldritch a todo esto declaró que:"-ella nunca hizo nada ni grabó el álbum, sólo estaba para darle a los Sisters la imagen de "grupo", jamás enchufó su bajo...-". La resolución de la corte dio como ganador otra vez a Eldritch. Alguien dijo una vez: "-hay dos cosas que Andrew Eldritch nunca hace, una es grabar el mismo disco dos veces, y la otra es que nunca paga...-"[cita requerida]
Todavía en 1989, y con Morrison, Eldritch recluta al joven guitarrista Andreas Bruhn y al guitarrista Tim Bricheno (ex All About Eve). Al irse Morrison, se recluta a Tony James (ex Sigue Sigue Sputnik). En 1990 sale a la luz el disco "Vision thing". Vision... tiene un sonido más hard rock por la presencia de James y Bruhn. Sisters empieza a tocar en vivo otra vez y llegan hasta Brasil.
Hacia 1992 la banda se empieza a ir del lado de Eldritch. Sobre la relación Eldritch-James el primero declaró una vez: -" nuestra relación es como una bomba de tiempo, en cualquier momento puede estallar, y eso lo hace más emocionante..."- . Ese mismo año para promocionar la reedición de todos sus simples independientes en un solo álbum llamado "Some girls wander by mistake", se regraba el tema "Temple of love" con la participación de la cantante judío-yemenita Ofra Haza.
En 1993 solo queda Bruhn para completar la gira, pero este ya no era considerado parte de los Sisters. Ese mismo año para promocionar lo que sería un álbum de grandes éxitos a llamarse "A slight case of overbombing-greatest hits volume one", con la participación especial de la cantante de Berlín, Terri Nunn, se graba un nuevo tema llamado "Under the gun", dónde se incluye como lado B una reversión del tema "Alice", que fuera grabado en 1983.
Años más tarde Eldritch se desvincularía de WEA, pero antes la discográfica le pidió que grabara un disco más porque era lo que faltaba del contrato. Eldritch grabó un disco, le puso de nombre "SSV" y le pidió a los fanes que no le compren el disco a esos idiotas de la Warner. Pero Eldritch se encargó de que eso nunca pasara ya que grabó un álbum de muy baja calidad que la Warner no se atrevió a editar, pero que hoy en día se consigue en forma pirata.
Entra a la banda el guitarrista Adam Pearson, además de una guitarra más y una "enfermera" para el Doktor (Nurse to the Doktor, para que no tuviera problemas de programación en vivo), ya que el Doktor aprendió a tocar también el bajo.
En el 2006 salen de gira mundial y otra vez llegan hasta Brasil, además de editarse una caja simplemente llamada "Merciful Release" conteniendo los tres álbumes remasterizados, con temas extras y en digipack. A finales del 2008 comenzó una gira que los tendrá ocupados todo el 2009. En marzo de 2012, inician su nueva gira latinoamericana por Brasil y Argentina.

## Versiones
- “Heartland” ha sido interpretada por el grupo Taake.
- “No Time to Cry” ha sido interpretada por el grupo Cradle of Filth.
- “Walk Away” ha sido interpretada por el grupo Paradise Lost.
- “Temple of Love” ha sido interpretada por el grupo Crematory y Deadlock en su álbum Manifesto.
- “This Corrosion” ha sido interpretada por los grupos Unheilig, In Extremo , Maryslim junto al cantante de The 69 Eyes y por el grupo japonés SPEED-iD.
- “More” ha sido versionada por el grupo Shaaman, en su álbum Reason, y por los Cycle.
- "Amphetamine Logic" ha sido interpretada por el grupo alemán ASP.
- "Lucretia (My reflection) ha sido interpretada por Gothic Sex, Kreator, Destroid y Mekrokiev, Warrel Dayne (Nevermore).
- "Marian" ha sido versionada por el grupo francés de bossa nova Nouvelle Vague.
- "Alice" interpretada por el grupo Alemán Samsas Traum.

## Integrantes
- Andrew Eldritch (1980-presente)
- Ben Christo (2006-presente)
- Chris Catalyst (2005-presente)
- Kai (de Esprit D'Air) (2023-presente)

## Exintegrantes
- Gary Marx (1980-1985)
- Jhon Langfor) (1980)
- Craig Adams (1981-1985)
- Ben Gunn (1981-1983)
- Wayne Hussey (1984-1985)
- Patricia Morrison (1985-1989)
- James Ray (1985-1988)
- Carl Harrison (1985-1988)
- Eddie Martinez (1987-1988)
- Andreas Bruhn (1989-1993)
- Tony James (1989-1991)
- Tim Bricheno (1990-1992)
- Terry Nunn y Jovanka von Wilsdorf, Ofra Haza (1993)
- Adam Pearson (1993-2005)
- Chris Sheehan (1996,2000-2003)
- Mike Varjak (1997-1999)
- Dan Donovan (1990-1991)
- Pedro Moncada(1990-1991)
- Ravey Davey (1996; 2008; 2012-2023)

## Discografía

### Álbumes
| Año  | Título                                                |
| 1985 | First and Last and Always                             |
| 1987 | Floodland                                             |
| 1990 | Vision Thing                                          |
| 1992 | Some Girls Wander By Mistake (Recopilatorio)          |
| 1993 | A Slight Case of Overbombing (Recopilatorio, Best of) |

### Sencillos y EP
| Año  | Título                   |
| 1980 | «The Damage Done»        |
| 1981 | «Floorshow»              |
| 1982 | «Body Electric»          |
| 1983 | «Anaconda»               |
| 1983 | «Alice»                  |
| 1983 | «Alice 12"»              |
| 1983 | «The Reptile House EP»   |
| 1983 | «Temple of Love»         |
| 1984 | «Body and Soul»          |
| 1984 | «Walk Away»              |
| 1984 | «No Time to Cry»         |
| 1987 | «This Corrosion»         |
| 1988 | «Dominion»               |
| 1988 | «Lucretia My Reflection» |
| 1990 | «More»                   |
| 1990 | «Doctor Jeep»            |
| 1991 | «When You Don't See Me»  |
| 1992 | «Temple of Love (1992)»  |
| 1993 | «Under the Gun»          |